# إيريك بيترس
إيريك بيترس (بالهولندية: Erik Pieters) هو لاعب كرة قدم هولندي في مركز الظهير الأيسر ولد في يوم 7 أغسطس 1988 في بلدة تيل في هولندا، يلعب مع نادي ستوك سيتي في إنجلترا وسبق له اللعب مع بي إس في إيندهوفن ونادي أوترخت، كما لعب مع منتخب هولندا لكرة القدم ويبلغ طوله 184 سم.

## روابط خارجية
- إيريك بيترس على موقع الاتحاد الدولي (مؤرشف)  (الإنجليزية)
- إيريك بيترس على موقع الاتحاد الأوربي (الإنجليزية)
- إيريك بيترس على موقع قاعدة بيانات كرة القدم.إي يو (الإنجليزية)
- إيريك بيترس على موقع ناشيونال فوتبول تيمز (الإنجليزية)
- إيريك بيترس على موقع Soccerbase.com (لاعب) (الإنجليزية)
- إيريك بيترس على موقع Soccerway.com (الإنجليزية)
- إيريك بيترس على موقع عالم كرة القدم.نت (الإنجليزية)
- إيريك بيترس على موقع أوليمبيديا (الإنجليزية)
- إيريك بيترس على موقع AS.com (الإسبانية)